# Stéphane Stoecklin
Stéphane Camille André Stoecklin (ur. 12 stycznia 1969 w Bourgoin-Jallieu) – francuski piłkarz ręczny, wielokrotny reprezentant kraju, występował na pozycji prawego rozgrywającego, brązowy medalista letnich igrzysk olimpijskich w Barcelonie. W 1997 roku został wybrany najlepszym piłkarzem ręcznym roku na świecie.

## Kariera
- 1985-1988  Chambéry Savoie HB
- 1988-1990  Montpellier Agglomération Handball
- 1990-1994  USAM Nîmes
- 1994-1996  PSG-Asnières
- 1996-1998  GWD Minden
- 1998-2003  Honda Suzuka
- 2003-2005  Chambéry Savoie HB

## Wyróżnienia
- Odznaczony Legią Honorową.